# Aeropuerto Internacional Mercedita

El Aeropuerto Internacional Mercedita (IATA: PSE, OACI: TJPS) es un aeropuerto certificado, localizado a solo tres millas al este de la ciudad de Ponce, en el Barrio Calzada, sector Mercedita. Ocupa un predio de terreno de 275 acres.

## Historia
Originalmente fue un aeródromo con una pista de 850 pies de largo por 50 de ancho, utilizado desde 1939 para el riego aéreo de los cañaverales de las Empresas Serrallés. Posteriormente, fue convertido en aeropuerto militar y en 1947 fue cedido a la Autoridad de los Puertos por la Marina de Estados Unidos. 
En 1949, la aviación se desarrollaba a pasos agigantados y como resultado se determinó que la pista del aeropuerto de Ponce, en Losey Field, ya no satisfacía los requisitos mínimos de seguridad, procediéndose a interrumpir sus operaciones. Entonces, se iniciaron estudios para la construcción de un nuevo aeropuerto en esa municipalidad.
Hasta el día de hoy, el aeropuerto ha sido ampliado varias veces, iniciándose las obras mayores en 1963, con la extensión de la pista de 3.000 a 3.900 pies. En 1967 se adoptó un Plan Maestro para el desarrollo sistemático del aeropuerto. En 1971 se extendió la pista a 5.000 pies para permitir la operación de aviones B-727. Una segunda ampliación de envergadura tuvo lugar en 1987: extensión de la pista a 6.900 pies, remodelación de la terminal de pasajeros, construcción de un andén para la aviación general y la construcción de un nuevo edificio para la Unidad de Rescate Aéreo.
Luego Recientemente en el 2010 se reexpandio la pista a 8,000 pies para hacer una pista Enorme.y teniendo un terminal de pasajeros Muy Moderno.

### Líneas aéreas que han operado desde el aeropuerto
En 1965 se inician los vuelos entre Ponce y Mayagüez por parte de Eastern Airlines y Caribair.
Más tarde, en junio de 1975, Eastern Airlines inauguró la ruta Nueva York-Ponce-San Juan-Nueva York con un vuelo todos los sábados. Luego de haber cerrado en Ponce, Eastern Airlines vuelve a comenzar operaciones en 1990 y deja de operar en enero de 1991.
Carnival Airlines inició operaciones en 1990 con vuelos hacia Miami y Nueva York, y cesó operaciones en febrero de 1998.
American Airlines inició operaciones en 1 de noviembre de 1992 con un vuelo diario a Miami. Cesó sus operaciones el 12 de septiembre de 1993 por baja demanda con un factor de ocupación menor de 40%
American Eagle dejó de operar en enero de 2001 después de muchos años de servicio. 
Delta Air Lines inició operaciones en junio de 2005 con dos vuelos semanales a Atlanta, pero cesó sus operaciones en enero de 2006 por falta de pasajeros. Estos vuelos se llevaban a cabo por la aerolínea subsidiaria de Delta, Delta Connection.
Continental Airlines inició operaciones en noviembre de 2005 con un vuelo diario a Newark. La misma cesó operaciones en enero de 2008. 
Spirit Airlines inició operaciones el 1 de noviembre de 2007 con un vuelo diario a Fort Lauderdale. A partir de mayo siguiente, el vuelo no sería diario, sería los lunes, miércoles y sábados. Cesó sus operaciones en septiembre de 2008, pero las reinició en 2022.
JetBlue inició operaciones en junio de 2005 con un vuelo diario sin escala a Nueva York. Luego en mayo de 2007 añadió un vuelo diario hacia Orlando, y en el mes de noviembre de 2007 un vuelo hacia Fort Lauderdale. El vuelo a Fort Lauderdale fue eliminado en febrero de 2008.

## Proyectos
Desde 1990 se han realizado grandes mejoras a la infraestructura. Recientemente, Mercedita fue reinaugurado como Aeropuerto Internacional Mercedita tras completarse obras de expansión y mejoras a un costo de más de 12 millones de dólares para convertirlo en un aeropuerto moderno. 
Los proyectos realizados en 1992 alcanzaron una inversión de más de $9 millones de dólares. Esto incluyó el ensanche de la pista 12/30, la extensión de la antepista paralela en 1900 pies lineales, ensanche de la pista existente en 50 pies, construcción de la segunda extensión a la antepista oeste en 1400 pies y la expansión a la terminal de pasajeros.
De 1993 a 1994 se planificaron los siguientes proyectos: Construcción de un edificio de mantenimiento, adquisición de un vehículo para la Unidad de Rescate Aéreo, instalación de rotulación, adquisición de terrenos para la pista 12, reconstrucción de  canales de drenaje y sistema de control de acceso.
En 2002 se adjudicó la subasta para el proyecto de expansión de la pista, mejoras al sistema de alumbrado y mejoras al área de seguridad de la pista 12. El proyecto, a un costo de $5.2 millones de dólares, fue inaugurado en 2004.
El Programa de Mejoras Capitales de la Autoridad de los Puertos 2004-2009 recomienda una inversión de otros $12.2 millones de dólares para proyectos de mejoras y expansión que incluye: instalación de atajeas en la pista 12 y completar la extensión de la antepista, rehabilitación de la terminal y mejoras al andén de la terminal.
Recientemente la Autoridad de los Puertos anunció la inversión de $7 millones de dólares para extender la pista a 8,000 pies y tener un metraje de 2,438 metros. Los trabajos de construcción comenzaron en septiembre de 2010 y finalizaron en 2011. También dos puentes de abordaje fueron instalados, entre otras mejoras a la terminal.

## Aerolíneas y destinos

### Pasajeros
| Aerolíneas        | Destinos                           |
| ----------------- | ---------------------------------- |
| Frontier Airlines | Orlando                            |
| JetBlue Airways   | Orlando Estacional: Nueva York–JFK |

### Destinos internacionales
Se ofrece servicio a 2 destinos internacionales, a cargo de 2 aerolíneas.
| Estados Unidos (2 destinos [1 estacional], 2 aerolíneas) |                                          |                                     |
| Nueva York                                               | Aeropuerto Internacional John F. Kennedy | JetBlue Airways (Estacional)        |
| Orlando                                                  | Aeropuerto Internacional de Orlando      | Frontier Airlines / JetBlue Airways |
| Total: 2 destinos (1 estacional), 1 país, 2 aerolíneas   |                                          |                                     |

## Estadísticas

### Tráfico Anual
Ver fuente y consulta Wikidata.

## Aeropuertos cercanos
Los aeropuertos más cercanos son:
- Aeropuerto Eugenio María de Hostos (67km)
- Aeropuerto Internacional Luis Muñoz Marín (76km)
- Aeropuerto Internacional Rafael Hernández (80km)
- Aeropuerto Antonio Rivera Rodríguez (121km)
- Aeropuerto Internacional Cyril E. King (172km)